# مايكروسوفت آوتلوك
مايكروسوفت آوتلوك (بالإنجليزية: مايكروسوفت أوتلوك) هو نظام برنامج إدارة المعلومات الشخصية من مايكروسوفت، وهو متاح كجزء من مجموعة مايكروسوفت أوفيس. على الرغم من كونه عميل بريد إلكتروني في المقام الأول، إلا أن أوتلوك يتضمن أيضًا وظائف مثل التقويم وإدارة المهام وإدارة جهات الاتصال وتدوين الملاحظات وتسجيل دفتر اليومية وتصفح الويب.
يمكن للأفراد استخدام أوتلوك كتطبيق مستقل؛ يمكن للمؤسسات نشره كبرنامج متعدد المستخدمين (من خلال مايكروسوفت إكستشينج سيرفر أو مايكروسوفت شير بوينت) للوظائف المشتركة مثل صندوق البريد الإلكتروني والتقويمات والمجلدات وتجميع البيانات (مثل قوائم مايكروسوفت شير بوينت) وجدولة المواعيد. أصدرت مايكروسوفت تطبيقات لمعظم الأنظمة الأساسية للأجهزة المحمولة، بما في ذلك آي أو إس أندرويد (نظام تشغيل) . بالإضافة إلى ذلك، يمكن لأجهزة ويندوز فون مزامنة جميع بيانات أوتلوك تقريبًا مع أوتلوك موبايل. باستخدام مايكروسوفت فيجوال ستوديو، يمكن للمطورين أيضًا إنشاء برامج مخصصة خاصة بهم تعمل مع مكونات أوتلوك وأوفيس.
في مارس 2020، أعلنت مايكروسوفتعن إطلاق سلسلة من الميزات الجديدة لجذب عملاء الأعمال لمنصة تيمز الخاصة بها، بالإضافة إلى الميزات[أي منها؟] قدم الشهر السابق. تشتمل وحدة الدردشة والتعاون الآن على نقاط مسار أكثر كفاءة وتكاملًا، مصممة[مِن قِبَل مَن؟]
```
لتبسيط العمل الجماعي للمؤسسات ولتشجيع مثل هذه المنظمة على تبني نظام مايكروسوفت الأساسي لتصبح 
منصة الدردشة الخاصة
 بالشركة.
[
8
]
[
9
]
```

## تطبيقات الويب
أوت لوك .كوم هو إصدار بريد ويب مجاني من مايكروسوفت أوتلوك، يستخدم واجهة مستخدم مماثلة. يُعرف في الأصل باسم هوتميل، وقد تم تغيير علامته التجارية إلى أتلوك.كوم في عام 2012.
أوتلوك على الويب (يُطلق عليه سابقًا اكستشينج ويب كونكت و أوتلوك ويب أكسيس و أوتلوك ويب آب) هو إصدار أعمال الويب من مايكروسوفت أوتلوك، وهو مضمن في أوفيس 365 مايكروسوفت إكستشينج سيرفر مايكروسوفت إكستشينج سيرفر.

## الاصدارات
استبدل أوتلوك عملاء الجدولة والبريد الإلكتروني السابقين من مايكروسوفت، وسكاديوال بلس ومايكروسوفت إكستشينج سيرفر.
يقدم أوتلوك 98 و أوتلوك 2000 تكوينين:
بريد الإنترنت فقط (ويعرف أيضًا باسم وضع IMO): وضع تطبيق أخف مع تركيز خاص على حسابات POP3 وIMAP، بما في ذلك تطبيق فاكس خفيف الوزن.
مجموعة عمل الشركة (ويعرف أيضًا باسم وضع CW): عميل MAPI كامل مع التركيز بشكل خاص على حسابات مايكروسوفت اكستشينج.
تتضمن الإصدارات الدائمة لبرنامج مايكروسوفت أوتلوك ما يلي:
| الإسم                                     | رقم الإصدار | تاريخ الإصدار  | ملاحظات |
| ----------------------------------------- | ----------- | -------------- | --- |
| أوتلوك 97                                 | 8.0         | 16 يناير 1997  | مضمن في مايكروسوفت أوفيس 97 ومرفق مع مايكروسوفت إكستشينج سيرفر 5.0 و 5.5 |
| أوتلوك 98                                 | 8.5         | 21 يونيو 1998  | يتم توزيع الكتب والمجلات مجانًا للتوافق مع أحدث معايير الإنترنت مثل البريد الإلكتروني بتنسيق HTML. تم بناء الإعداد الحاليوك 98 على الإعداد النشط الذي قام أيضًا بتثبيت انترنت اكسبلورر 4. |
| أوتلوك 2000                               | 9.0         | 27 يونيو 1999  | مضمن في اوفيس 2000 ومجمع مع اكستشينج 2000 سيرفير. |
| أوتلوك 2002                               | 10          | 31 مايو 2001   | مدرجة في اوفيس XP |
| أوتلوك 2003                               | 11          | 20 نوفمبر 2003 | مضمن في مايكروسوفت أوفيس 2003 (بما في ذلك الإصدار القياسي للطلاب والمعلمين) ومضمَّن في حزمة اكستشينج سيرفير 2003 .                                                                        |
| أوتلوك 2007                               | 12          | 27 يناير 2007  | مضمن في مايكروسوفت أوفيس 2007، باستثناء إصدار أوفيس هوم وستيودنت. |
| أوتلوك 2010                               | 14          | 15 يوليو 2010  | مضمن في مايكروسوفت أوفيس 2010 هوم وبيزنس وستاندرد وبروفيشنال وبروفيشنال بلس |
| أوتلوك 2011 لنظام ماكنتوش                 | 14          | 26 أكتوبر 2010 | مضمن في أوفيس ماكنتوش 2011 هوم وبيزنس. |
| أوتلوك 2013                               | 15          | 29 يناير 2013  | مضمن في مايكروسوفت أوفيس 2013 بإستثناء إصدار هوم وستيودنت. |
| أوتلوك لنظام ماكنتوش                      | 16          | 31 أكتوبر 2014 | مضمن في أوفيس 365 ماعدا بعض الطبعات التجارية.[أي منها؟] |
| أوتلوك 2016                               | 16          | 22 سبتمبر 2015 | مضمن في مايكروسوفت أوفيس 2016 وأوفيس 365. |
| أوتلوك 2016 لنظام ماكنتوش                 | 16          | 25 سبتمبر 2015 | مضمن في اوفيس 2016 وأوفيس 365 |
| أوتلوك 2019                               | 16          | 24 سبتمبر 2018 | مضمن في مايكروسوفت أوفيس 2019 وأوفيس 365. |
| أوتلوك 2019 لنظام ماكنتوش                 | 16          | 24 سبتمبر 2018 | مضمن في اوفيس 2019 وأوفيس 365. |
| أوتلوك للهواتف والهواتف اللوحية (Tablets) | 1.3         | 2015           | مضمن في أوفيس 365، باستثناء بعض الإصدارات التجارية [أي منها؟] يتضمن دعم آي أو إس وأندرويد.                                                                                              |

### مايكروسوفت ويندوز

#### برنامج أوتلوك 2002
قدم أوتلوك 2002 هذه الميزات الجديدة:
- الإكمال التلقائي لعناوين البريد الإلكتروني.
- الفئات الملونة لعناصر التقويم.
- جداول المجموعة.
- دعم الارتباط التشعبي في سطور موضوع البريد الإلكتروني.
- دعم أصلي لـ أوت لوك .كوم (هوتميل سابقًا).
- وظيفة بحث محسنة، بما في ذلك القدرة على إيقاف البحث واستئنافه لاحقًا.
- دعم التقويم القمري.
- تكامل ويندوز لايف ماسنجر.
- تحسينات الأداء.[14]
- تحسينات جزء المعاينة، بما في ذلك القدرة على:
  - فتح الارتباطات التشعبية.
  - الاستجابة لطلبات الاجتماع، وعرض خصائص البريد الإلكتروني دون فتح رسالة.
- نافذة تذكير تجمع كل التذكيرات الخاصة بالمواعيد والمهام في طريقة عرض واحدة.
- سياسات الاحتفاظ بالمستندات والبريد الإلكتروني.
- تحسينات الأمان، بما في ذلك الحظر التلقائي للمرفقات التي يُحتمل أن تكون غير آمنة والوصول الآلي إلى المعلومات في أوتلوك:
  - قدم SP1 القدرة على عرض جميع رسائل البريد الإلكتروني غير الموقعة رقميًا أو البريد الإلكتروني غير المشفر كنص عادي.[15]
  - تسمح SP2 للمستخدمين - من خلال السجل - بمنع إضافة حسابات بريد إلكتروني جديدة أو إنشاء جداول تخزين شخصية جديدة.[16]
  - تقوم SP3 بتحديث أمان حارس نموذج الكائن للتطبيقات التي تصل إلى الرسائل والعناصر الأخرى.[17]
- العلامات الذكية عندما يتم تكوين Word كمحرر البريد الإلكتروني الافتراضي. كان هذا الخيار متاحًا فقط عندما تكون إصدارات أوتلوك ووورد متطابقة، أي كان كلاهما في عام 2002.

#### برنامج أوتلوك 2003
قدم أوتلوك 2003 هذه الميزات الجديدة:
- اقتراحات الإكمال التلقائي لحرف واحد.
- وضع التبادل المخزن مؤقتًا.
- أعلام ملونة (سريعة).
- تنبيه سطح المكتب.
- تصفية البريد الإلكتروني لمكافحة البريد العشوائي.
  - يتم حظر الصور في بريد HTML افتراضيًا لمنع مرسلي البريد العشوائي من تحديد ما إذا كان عنوان البريد الإلكتروني نشطًا عبر إشارات الويب.[19]
  - قدم SP1 القدرة على حظر البريد الإلكتروني بناءً على مجالات المستوى الأعلى لرمز الدولة.[20]
  - قدم SP2 وظيفة مكافحة الخداع التي تعطل الروابط التشعبية الموجودة في البريد العشوائي تلقائيًا.[21]
- قوائم التوزيع القابلة للتوسيع.
- إدارة حقوق المعلومات.
- دعم جوهري لوظائف الكمبيوتر اللوحي (على سبيل المثال، التعرف على خط اليد).
- جزء القراءة.
- البحث في المجلدات.
- دعم يونيكود.

#### برنامج أوتلوك 2007
تتضمن الميزات التي ظهرت لأول مرة في أوتلوك 2007 ما يلي:
- معاينة المرفقات، والتي يمكن من خلالها معاينة محتويات المرفقات قبل فتحها
  - تتضمن أنواع الملفات المدعومة ملفات مايكروسوفت إكسل مايكروسوفت باوربوينت مايكروسوفت فيزيو ومايكروسوفت وورد. إذا تم تثبيت أوتلوك 2007 على نظام تشغيل ويندوز فيستا، فيمكن معاينة ملفات الصوت والفيديو. إذا تم تثبيت قارئ PDF متوافق مثل أدوبي أكروبات 8.1، فيمكن أيضًا معاينة ملفات صيغة المستندات المنقولة (PDF).[23]
- الإعداد التلقائي للحساب، والذي يسمح للمستخدمين بإدخال اسم مستخدم وكلمة مرور لحساب بريد إلكتروني دون إدخال اسم الخادم أو رقم المنفذ أو معلومات أخرى.
- تحسينات مشاركة التقويم بما في ذلك القدرة على تصدير التقويم كملف HTML - لعرضه بواسطة المستخدمين بدون أوتلوك - والقدرة على نشر التقويمات إلى خدمة خارجية (على سبيل المثال، مايكروسوفت أوفيس) مع موفر عبر الإنترنت (مثل حساب مايكروسوفت).
- الفئات الملونة مع دعم تجوال المستخدم، والتي تحل محل العلامات الملونة (السريعة) المقدمة في أوتلوك 2003.[24]
- تحسين تصفية البريد الإلكتروني العشوائي وميزات مكافحة التصيد.
  - تهدف بوستمراك إلى تقليل البريد العشوائي عن طريق جعل إرسالها أمرًا صعبًا وتستغرق وقتًا طويلاً.
- تحسينات إدارة حقوق المعلومات باستخدام خدمات إدارة حقوق ويندوز وتكامل توافق السياسة المُدار مع اكستشينج سيرفر 2007.
- دعم اسم يومي الياباني لجهات الاتصال.
- يمكن تراكب تقاويم متعددة مع بعضها البعض لتقييم التفاصيل مثل تعارضات الجدولة المحتملة.
- واجهة الشريط (أوفيس فلوينت).
- دعم خدمة أوتلوك موبايل، والذي سمح بإرسال الوسائط المتعددة والرسائل النصية القصيرة SMS مباشرة إلى الهواتف المحمولة.[25]
- البحث الفوري من خلال بحث ويندوز، منصة بحث سطح مكتب قائمة على فهرس.
  - تتوفر وظيفة البحث الفوري أيضًا في أوتلوك 2002 وأوتلوك 2003 إذا تم تثبيت هذه الإصدارات جنبًا إلى جنب مع بحث ويندوز.[26]
- تجميع آر إس إس متكامل.
- دعم ويندوز سايد شو مع إدخال أداة التقويم.[27]
- شريط المهام الذي يدمج معلومات التقويم والبريد الإلكتروني الذي تم وضع علامة عليه والمهام من مواقع ويب مايكروسوفت ون نوت 2007 وأوتلوك 2007 ومايكروسوفت بروجكت 2007 ومايكروسوفت شير بوينت 3.0 داخل موقع مركزي.
- القدرة على تصدير العناصر كملفات PDF أو XPS.
- دعم المراسلة الموحدة مع اكستشينج سيرفير2007، بما في ذلك ميزات مثل إشعارات المكالمات الفائتة والبريد الصوتي مع معاينة البريد الصوتي وويندوز ميديا بلاير.[27]
- يحل وورد 2007 محل إنترنت إكسبلورر باعتباره العارض الافتراضي للبريد الإلكتروني بتنسيق HTML، [24] ويصبح محرر البريد الإلكتروني الافتراضي في هذا الإصدار وجميع الإصدارات اللاحقة.

#### برنامج أوتلوك 2010
تشمل الميزات التي ظهرت لأول مرة في أوتلوك 2010 ما يلي:
- رموز تبديل سطر أوامر إضافية.
- عرض محادثة محسّن يجمع الرسائل بناءً على معايير مختلفة بغض النظر عن المجلدات الأصلية.
- يتم إرسال رسائل بروتوكول الوصول إلى رسائل الإنترنت (IMAP) إلى مجلد العناصر المحذوفة، مما يلغي الحاجة إلى وضع علامة على الرسائل للحذف في المستقبل.
- إشعار عندما يكون البريد الإلكتروني على وشك أن يتم إرساله بدون موضوع.
- خطوات سريعة، مجموعات فردية من الأوامر التي تسمح للمستخدمين بتنفيذ إجراءات متعددة في وقت واحد.
- واجهة الشريط في جميع طرق العرض.
- علامة التبويب السياقية «أدوات البحث» على الشريط الذي يظهر عند إجراء عمليات البحث والذي يتضمن عوامل تصفية المعايير الأساسية أو المتقدمة.
- رابط التواصل الاجتماعي للاتصال بشبكات اجتماعية متنوعة وتجميع المواعيد وجهات الاتصال وسجل الاتصالات ومرفقات الملفات.
- مجالات التدقيق الإملائي الإضافية لواجهة المستخدم.
- دعم حسابات اكستشينج المتعددة في ملف تعريف أوتلوك واحد.
- القدرة على جدولة اجتماع مع جهة اتصال من خلال الرد على رسالة بريد إلكتروني.
- تحسينات شريط المهام بما في ذلك المؤشرات المرئية للتعارضات وطلبات الاجتماعات التي لم يتم الرد عليها.
- نصوص البريد الصوتي لاتصالات المراسلة الموحدة.
- تكبير واجهة المستخدم لعرض التقويم والبريد.

#### برنامج أوتلوك 2013
تتضمن الميزات التي ظهرت لأول مرة في أوتلوك 2013، والذي تم إصداره في 29 يناير 2013 ما يلي:
- تذكير المرفقات.
- اكستشينج اكتيف سينك (EAS).
- المرونة الإضافية.
- تحسينات وضع اكستشينج المخزن مؤقتًا.
- تحسينات بروتوكول الوصول إلى رسائل الإنترنت (IMAP).
- ضغط ملف بيانات أوتلوك (.ost).
- محور الناس.
- تحسينات في أداء بدء التشغيل.

#### توقعات 2016
تشمل الميزات التي ظهرت لأول مرة في أوتلوك 2016 ما يلي:
- ارتباط مرفق بمورد السحابة.
- إعادة تصميم المجموعات.
- سحابة البحث.
- مجلد الفوضى.
- تدويل عنوان البريد الإلكتروني.
- رسوميات شعاعية قابلة للتمديد.

#### توقعات 2019
تشمل الميزات التي ظهرت لأول مرة في أوتلوك 2019 ما يلي:
- علبة وارد مركزة.
- أضف مناطق زمنية متعددة.
- استمع إلى رسائل البريد الإلكتروني الخاصة بك.
- فرز البريد الإلكتروني أسهل.
- تنزيل تلقائي مايكروسوفت ون درايف.

### ماكنتوش
أصدرت مايكروسوفت أيضًا عدة إصدارات من أوتلوك لنظام التشغيل ماك أو إس الكلاسيكي، على الرغم من أنها كانت للاستخدام مع خوادم مايكروسوفت إكستشينج سيرفر فقط. لم يتم توفيره كمكون من مكونات مايكروسوفت أوفيس لنظام ماك ولكن بدلاً من ذلك تم إتاحته للمستخدمين من المسؤولين أو عن طريق التنزيل. كان الإصدار الأخير أوتلوك لنظام ماك 2001، والذي كان مشابهًا إلى حد ما لبرنامج أوتلوك 2000 و 2002 بصرف النظر عن كونه حصريًا لمستخدمي اكستشينج.
تم تقديم مايكروسوفت انتوراج كتطبيق يشبه أوتلوك لنظام التشغيل ماك أو إس في أوفيس 2001، ولكنه يفتقر إلى اتصال اكستشينج. أصبح الدعم الجزئي لخادم اكستشينج متاحًا في الأصل في نظام التشغيل ماك أو إس X مع انتوراج 2004 سيرفيس باك 2. انتوراج لا يعادل بشكل مباشر أوتلوك من حيث التصميم أو التشغيل؛ بدلاً من ذلك، فهو تطبيق متميز يحتوي على العديد من الميزات المتداخلة بما في ذلك قدرات عميل اكستشينج. تمت إضافة دعم اكستشينج المحسن إلى حد ما في إصدار انتوراج 2008 إصدار خدمات الويب.
تم استبدال انتوراج بـ أوتلوك لنظام ماك 2011، والذي يتميز بتوافق وتكافؤ أكبر مع أوتلوك للويندوز مما يقدمه انتوراج. إنه الإصدار الأصلي الأول من أوتلوك لنظام التشغيل ماك أو إس.
دعم أوتلوك 2011 في البداية خدمات المزامنة الخاصة بـ ماك أو إس إكس فقط لجهات الاتصال، وليس الأحداث أو المهام أو الملاحظات. كما أنه لا يحتوي على مدير مشروع مكافئ لذلك الموجود في انتوراج. باستخدام حزمة خدمات 1 (الإصدار 14.1.0)، الذي تم نشره في 12 أبريل 2011، يمكن لـ أوتلوك الآن مزامنة التقويم والملاحظات والمهام مع اكستشينج 2007 واكستشينج 2010.
في 31 أكتوبر 2014، أصدرت مايكروسوفت أوتلوك لنظام التشغيل ماك (الإصدار 15.3 الإصدار 141024) مع أوفيس 365 (برنامج كبرنامج ترخيص خدمة يجعل برامج أوفيسمتاحة بمجرد تطويرها). تم تحسين أوتلوك لنظام ماك 15.3 عن سابقاتها من خلال:
- أداء وموثوقية أفضل نتيجة لنموذج الترابط الجديد وتحسينات قاعدة البيانات.
- واجهة مستخدم حديثة جديدة مع تحسين التمرير وخفة الحركة عند التبديل بين علامات تبويب الشريط.
- دعم الأرشيف عبر الإنترنت للبحث في بريد مؤرشف في اكستشينج (عبر الإنترنت أو محليًا).
- دعم قائمة الفئات الرئيسية والتحسينات التي توفر الوصول إلى قوائم الفئات (الاسم واللون) والمزامنة بين عملاء ماك ومايكروسوفت ويندوز وأو دبليو إيه.
- أوفيس 365 دعم البريد الإلكتروني الفوري لتسليم البريد الإلكتروني في الوقت الفعلي.
- تجربة تنزيل البريد الإلكتروني وتشغيله بشكل أسرع مع مزامنة خدمات اكستشينج عبر الويب المحسّنة.[32]

### الهواتف والأجهزة اللوحية
صدر لأول مرة في أبريل 2014 من قبل رأس المال الاستثماري بحراسة بدء التشغيل أكومبل، وقد حصلت الشركة من قبل مايكروسوفت في ديسمبر 2014. في 29 يناير 2015، تمت إعادة تسمية أكومبل باسم أوتلوك موبايل - مشاركة اسمه مع مدير المعلومات الشخصية لسطح المكتب مايكروسوفت أوتلوك وخدمة البريد الإلكتروني أوت لوك .كوم. في يناير 2015، أصدرت مايكروسوفت أوتلوك للهواتف والأجهزة اللوحية (الإصدار 1.3) مع أوفيس 365 . كان هذا هو أول أوتلوك لهذه الأنظمة الأساسية مع البريد الإلكتروني والتقويم وجهات الاتصال.
في 4 فبراير 2015، استحوذت مايكروسوفت على تقويم صنرايز؛  في 13 سبتمبر 2016، توقفت صنرايز عن العمل وتم إصدار تحديث لـ أوتلوك موبايل يحتوي على تحسينات لوظائف التقويم الخاصة به.
على غرار نظيره على سطح المكتب، يقدم أوتلوك موبايل تجميعًا للمرفقات والملفات المخزنة على أنظمة التخزين السحابية؛ يميز «صندوق الوارد المركّز» الرسائل الواردة من جهات الاتصال المتكررة، ويمكن تضمين أحداث التقويم والملفات والمواقع في الرسائل دون تبديل التطبيقات. يدعم التطبيق عددًا من أنظمة وخدمات البريد الإلكتروني، بما في ذلك أوت لوك .كوم ومايكروسوفت اكستشينج جوجل ورك سبيس وغيرها.
تم تصميم أوتلوك للأجهزة المحمولة لدمج الوظائف التي يمكن العثور عليها عادةً في تطبيقات منفصلة على الأجهزة المحمولة، على غرار مديري المعلومات الشخصية على أجهزة الكمبيوتر الشخصية. تم تصميمه حول أربعة «محاور» لمهام مختلفة، بما في ذلك «البريد» و «التقويم» و «الملفات» و «الأشخاص». يسرد محور «الأشخاص» جهات الاتصال المستخدمة بشكل متكرر ومؤخرًا ويجمع الاتصالات الحديثة معهم، ويجمع محور «الملفات» المرفقات الحديثة من الرسائل، ويمكنه أيضًا التكامل مع خدمات التخزين الأخرى عبر الإنترنت مثل دروبوكس وجوجل درايف ومايكروسوفت ون درايف. لفهرسة المحتوى للبحث والميزات الأخرى، يتم تخزين رسائل البريد الإلكتروني والمعلومات الأخرى على خوادم خارجية.
يدعم أوتلوك موبايل عددًا كبيرًا من خدمات وأنظمة البريد الإلكتروني المختلفة، بما في ذلك مايكروسوفت إكستشينج سيرفر وآي كلاود وجي ميل وجوجل ورك سبيس وأوت لوك .كوم وبريد ياهو!. يدعم التطبيق حسابات بريد إلكتروني متعددة في وقت واحد.
تنقسم رسائل البريد الإلكتروني إلى صندوقين وارد: يعرض البريد الوارد «المركّز عليه» الرسائل ذات الأهمية العالية، والرسائل الواردة من جهات الاتصال المتكررة. يتم عرض جميع الرسائل الأخرى داخل قسم «أخرى». يمكن تضمين الملفات والمواقع وأحداث التقويم في رسائل البريد الإلكتروني. يمكن استخدام إيماءات الضرب لحذف الرسائل.
مثل أوتلوك لسطح المكتب، يتيح أوتلوك موبايل للمستخدمين رؤية تفاصيل المواعيد والرد على دعوات اجتماعات اكستشينج وجدولة الاجتماعات. كما أنه يشتمل على عرض الأيام الثلاثة وميزات «التقويمات الممتعة» من صنرايز.
لا يتم تخزين الملفات في علامة التبويب «الملفات» دون اتصال؛ تتطلب الوصول إلى الإنترنت لعرضها.
يقوم أوتلوك موبايل بتخزين وفهرسة بيانات المستخدم مؤقتًا (بما في ذلك البريد الإلكتروني والمرفقات ومعلومات التقويم وجهات الاتصال)، بالإضافة إلى بيانات اعتماد تسجيل الدخول،  في نموذج «آمن» على خوادم ميكروسوفت أجور الموجودة في الولايات المتحدة. في حسابات اكستشينج، تُعرف هذه الخوادم على أنها مستخدم اكستشينج أكتيف سينك واحد لجلب البريد الإلكتروني. بالإضافة إلى ذلك، لا يدعم التطبيق إدارة الأجهزة المحمولة، ولا يسمح للمسؤولين بالتحكم في كيفية استخدام خدمات التخزين السحابية لجهات خارجية مع التطبيق للتفاعل مع مستخدميهم. دفعت المخاوف المحيطة بهذه المشكلات الأمنية بعض الشركات، بما في ذلك البرلمان الأوروبي، إلى حظر التطبيق على خوادم اكستشينج الخاصة بهم. تحتفظ مايكروسوفت بتطبيق أوت لوك على الويب منفصل موجود مسبقًا لنظامي التشغيل أندرويد وآي أو إس.

#### مجموعات أوتلوك
كانت مجموعات أوتلوك عبارة عن تطبيق للهاتف المحمول لـ ويندوز فون ويندوز 10 موبايل موبايل أندرويد آي أو إس يمكن استخدامه مع حساب مايكروسوفت لمجال أوفيس 365، مثل حساب العمل أو المدرسة. إنه مصمم لأخذ سلاسل رسائل البريد الإلكتروني الحالية وتحويلها إلى محادثة جماعية. يتيح التطبيق للمستخدمين إنشاء مجموعات وذكر جهات الاتصال الخاصة بهم ومشاركة مستندات أوفيس عبر وان درايف والعمل عليها معًا والمشاركة في محادثة عبر البريد الإلكتروني. يسمح التطبيق أيضًا بالعثور على مجموعات أوتلوك الأخرى والانضمام إليها. تم اختباره داخليًا في مايكروسوفت وتم إطلاقه في 18 سبتمبر 2015 لمستخدمي ويندوز فون 8.1 وويندوز 10 موبايل.
بعد إطلاقه الأولي على منصات مايكروسوفت الخاصة، أطلقوا تطبيق أندرويد آي أو إس في 23 سبتمبر 2015.
تم تحديث مجموعات أوتلوك في 30 سبتمبر 2015 والتي قدمت ميزة الارتباط العميق وكذلك إصلاح الخلل الذي منع زر «إرسال» من العمل. في مارس 2016، أضافت مايكروسوفت إمكانية إرفاق صور متعددة، وآخر مستند تم استخدامه لتجميع الرسائل بالإضافة إلى خيار حذف المحادثات داخل برنامج التطبيق.
تم إيقاف مجموعات أوتلوك من قبل مايكروسوفت في 1 مايو 2018  تم استبدال الوظيفة بإضافة «عقدة المجموعات» إلى قائمة المجلدات داخل تطبيق أوتلوك للأجهزة المحمولة.

## الامتثال لمعايير الإنترنت

### عرض لغة توصيف النص الفائق (HTML)
كان أوتلوك 2007 هو أول برنامج أوتلوك يقوم بالتبديل من محرك عرض إنترنت إكسبلورر إلى مايكروسوفت أوفيس 2007 . هذا يعني أن عناصر لغة توصيف النص الفائق (HTML) وأوراق الأنماط المتتالية (CSS) التي لم يتم التعامل معها بواسطة وورد لم تعد مدعومة. من ناحية أخرى، تبدو رسائل HTML المكونة في وورد كما ظهرت للمؤلف. يؤثر هذا على نشر الرسائل الإخبارية والتقارير، لأنها تستخدم بشكل متكرر HTML و CSS لتشكيل تخطيطها. على سبيل المثال، لم يعد من الممكن تضمين النماذج في بريد إلكتروني في أوتلوك.

### دعم خصائص CSS وسمات HTML
يحتوي أوتلوك لنظام ويندوز على دعم CSS محدود جدًا مقارنة بالعديد من عملاء البريد الإلكتروني الآخرين. لم يتم تنفيذ مواصفات CSS1 (1996) أو CSS2 (1998) بالكامل ولا يمكن استخدام العديد من خصائص CSS إلا مع بعض عناصر HTML لتحقيق التأثير المطلوب. تساعد بعض سمات HTML في تحقيق العرض الصحيح للبريد الإلكتروني في أوتلوك، ولكن معظم هذه السمات تم إهمالها بالفعل في مواصفات HTML 4.0 (1997) . من أجل تحقيق أفضل توافق مع أوتلوك، يتم إنشاء معظم رسائل البريد الإلكتروني بتنسيق HTML باستخدام جداول متعددة المعبأة، حيث يدعم عنصر الجدول وعناصره الفرعية خاصية العرض والارتفاع في أوتلوك. لم يتم إجراء أي تحسينات تجاه عميل بريد إلكتروني أكثر توافقًا مع المعايير منذ إصدار أوتلوك 2007.

### تنسيق تغليف محايد للنقل
يعالج أوتلوك واكستشينج Server الرسائل والمواعيد والعناصر داخليًا ككائنات في نموذج بيانات مشتق من نظام مايكروسوفت ميل القديم، وتنسيق ريتش تيكست من مايكروسوفت وورد ونموذج بيانات OLE العام المعقد. عندما تتفاعل هذه البرامج مع بروتوكولات أخرى مثل مختلف بروتوكولات الإنترنت و X.400، فإنها تحاول تعيين هذا النموذج الداخلي على تلك البروتوكولات بطريقة يمكن عكسها إذا كان المستلم النهائي يقوم أيضًا بتشغيل أوتلوك أو اكستشينج.
هذا التركيز على إمكانية تحويل رسائل البريد الإلكتروني والعناصر الأخرى في النهاية إلى تنسيق مايكروسوفت ميل أمر شديد للغاية لدرجة أنه إذا لم يتمكن أوتلوك / اكستشينج من اكتشاف طريقة لتشفير البيانات الكاملة بالتنسيق القياسي، فإنه يقوم ببساطة بتشفير الرسالة / العنصر بالكامل بتنسيق ثنائي خاص يسمى تنسيق تغليف محايد للنقل (TNEF) ويرسل هذا كملف مرفق (يُسمى عادةً "winmail.dat") إلى عرض غير كامل للبريد / العنصر. إذا كان المستلم هو أوتلوك / اكستشينج، فيمكنه ببساطة تجاهل الرسالة الخارجية غير المكتملة واستخدام البيانات المغلفة مباشرة، ولكن إذا كان المستلم هو أي برنامج آخر، فإن الرسالة المستلمة ستكون غير مكتملة لأن البيانات الموجودة في مرفق TNEF لن تكون ذات فائدة تذكر بدون برنامج مايكروسوفت الذي تم إنشاؤه من أجله. كحل بديل، توجد أدوات عديدة لفك تشفير ملفات TNEF جزئيًا.

### توافق التقويم
لا يدعم أوتلوك البيانات ومزامنة المواصفات للتقويم وجهات الاتصال بشكل كامل، مثل آي كليندر وكالداف وسينك ميل وفي كارد 3.0. يدعي أوتلوك 2007 أنه متوافق تمامًا مع أي لكيندر؛ ومع ذلك، فإنه لا يدعم كافة الكائنات الأساسية، مثل في تودو أو في جورنال. أيضًا، يدعم أوتلوك في كارد 2.1 ولا يدعم جهات اتصال متعددة بتنسيق في كارد كملف واحد. كما تم انتقاد أوتلوك لامتلاكه «ملحقات أوتلوك» الخاصة بمعايير الإنترنت هذه.

## مخاوف أمنية
كجزء من مبادرة الحوسبة الجديرة بالثقة، اتخذت مايكروسوفت خطوات تصحيحية لإصلاح سمعة أوتلوك في أوفيس أوتلوك 2003. من بين ميزات الأمان الأكثر انتشارًا أن أوفيس أوتلوك 2003 لا يقوم تلقائيًا بتحميل الصور في رسائل البريد الإلكتروني بتنسيق HTML أو يسمح بفتح المرفقات القابلة للتنفيذ افتراضيًا، ويتضمن عامل تصفية البريد العشوائي المدمج. عززت سيرفيس باك 2 هذه الميزات وتضيف عامل تصفية لمكافحة الخداع.

## الوظائف الإضافية في أوتلوك
وظائف أوتلوك الإضافية هي برامج إضافية صغيرة لتطبيق مايكروسوفت أوتلوك، تهدف بشكل أساسي إلى إضافة إمكانات وظيفية جديدة إلى أوتلوك وأتمتة العمليات الروتينية المختلفة. يشير المصطلح أيضًا إلى البرامج التي تتمثل وظيفتها الرئيسية في العمل على ملفات أوتلوك، مثل أدوات المزامنة أو النسخ الاحتياطي. قد يتم تطوير الوظائف الإضافية لبرنامج أوتلوك في مايكروسوفت فيجوال ستوديو أو أدوات الجهات الخارجية مثل Add-in Express. وظائف أوتلوك الإضافية غير مدعومة في أوت لوك على الويب.
من أوتلوك 97، يتم دعم ملحقات عميل اكستشينج في أوتلوك. يدعم أوتلوك 2000 والإصدارات الأحدث مكونات COM معينة تسمى أوتلوك Add-Ins. الميزات المدعومة بالضبط (مثل دوت نت فريموورك) للأجيال اللاحقة مع كل إصدار.

### علبة الوارد سيلز فورس لبرنامج أوتلوك
في مارس 2016، أعلنت شركة سيلز فورس أن منصة معلومات العلاقات الخاصة بها، سيلز فورس، ستكون قادرة على الاندماج بسلاسة مع أوتلوك. يعمل سيلز فورس من داخل صندوق الوارد في أوتلوك ويوفر بيانات من CRM والبريد الإلكتروني وملفات تعريف العملاء الاجتماعية. كما يوفر توصيات في البريد الوارد حول جوانب مختلفة مثل جدولة المواعيد وجهات الاتصال والاستجابات وما إلى ذلك.

### موصل هوتميل
مايكروسوفت أوتلوك هوتميل كونكتور (سابقًا مايكروسوفت أوفيس أوتلوك كونكتور)، عبارة عن وظيفة إضافية مجانية متوقفة وغير نشطة لبرنامج مايكروسوفت أوتلوك 2003 و 2007 و 2010، تهدف إلى دمج أوت لوك .كوم (المعروف سابقًا باسم هوتميل) في مايكروسوفت أوتلوك. يستخدم دلتا سينك، وهو بروتوكول اتصالات خاص بشركة مايكروسوفت كان يستخدمه هوتميل سابقًا.
في الإصدار 12، يتوفر الوصول إلى المهام والملاحظات والمزامنة عبر الإنترنت مع إم إس إن كليندر فقط لمشتركي إم إس إن من الحسابات المتميزة المدفوعة. الإصدار 12.1، الذي تم إصداره في ديسمبر 2008 كترقية اختيارية، يستخدم تقويم ويندوز لايف بدلاً من تقويم إم إس إن السابق. هذا يعني أن ميزات التقويم أصبحت مجانية لجميع المستخدمين، باستثناء مزامنة المهام التي أصبحت غير متاحة. في أبريل 2008، أصبح الإصدار 12.1 ترقية مطلوبة لمواصلة استخدام الخدمة كجزء من الترحيل من تقويم إم إس إن إلى تقويم ويندوز لايف.
يحتوي مايكروسوفت أوتلوك 2013 والإصدارات الأحدث على دعم جوهري للوصول إلى أوتلوك.كوم والتقويم الخاص به عبر بروتوكول اكستشينج اكتيف سينك (EAS)،  بينما يمكن للإصدارات الأقدم من مايكروسوفت أوتلوك قراءة ومزامنة رسائل البريد الإلكتروني لـ أوتلوك.كوم عبر بروتوكول IMAP.

### سوشيال كونكتور
كان أوتلوك سوشيال كونكتور عبارة عن وظيفة إضافية مجانية لبرنامج مايكروسوفت أوتلوك 2003 و 2007 بواسطة مايكروسوفت والتي سمحت بدمج الشبكات الاجتماعية مثل فيسبوك ولينكد إن وويندوز لايف ماسنجر في مايكروسوفت أوتلوك. تم تقديمه لأول مرة في 18 نوفمبر 2009. بدءًا من مايكروسوفت أوفيس 2010، يعد أوتلوك سوشيال كونكتور جزءًا لا يتجزأ من أوتلوك.

### موصل كارداف وكالداف
نظرًا لأن مايكروسوفت أوتلوك لا يدعم بروتوكول كالداف وكارداف على طول الطريق، فقد طور العديد من بائعي برامج الجهات الخارجية وظائف أوتلوك الإضافية لتمكين المستخدمين من المزامنة مع خوادم كالداف وكارداف يحتوي كالكونيكت على قائمة  من البرامج التي تمكن المستخدمين من مزامنة التقويمات الخاصة بهم مع خوادم / جهات اتصال كالداف مع خوادم كارداف.

## الاستيراد من عملاء البريد الإلكتروني الآخرين
تقليديا، دعم أوتلوك استيراد الرسائل من أوتلوك إكسبريس ولوتس نوتس. بالإضافة إلى ذلك، يدعم مايكروسوفت أوتلوك بروتوكولات مكتب البريد (POP3) وبروتوكولات الوصول إلى رسائل الإنترنت (IMAP)، مما يتيح للمستخدمين استيراد رسائل البريد الإلكتروني من الخوادم التي تدعم هذه البروتوكولات. تساعد الوظيفة الإضافية لـ مايكروسوفت هوتميل كونكتور (الموضحة أعلاه) في استيراد رسائل البريد الإلكتروني من حسابات هوتميل. قام أوتلوك 2013 لاحقًا بدمج وظائف هذه الوظيفة الإضافية وإضافة القدرة على استيراد البريد الإلكتروني (بالإضافة إلى التقويم) من خلال بروتوكول اكستشينج اكتيف سينك.
هناك بعض الطرق للحصول على رسائل البريد الإلكتروني من موزيلا ثندربرد؛ الأول هو استخدام أداة  يمكنها تحويل مجلد ثندربرد إلى تنسيق يمكن استيراده من أوتلوك اكسبريس. يجب معالجة هذه الطريقة مجلدًا بمجلد. الطريقة الأخرى هي استخدام بعض الأدوات المجانية التي تحافظ على بنية المجلد الأصلي. إذا كان اكستشينج متاحًا، فإن الطريقة الأسهل هي توصيل عميل البريد القديم (ثندربرد) بـ اكستشينج باستخدام IMAP، وتحميل البريد الأصلي من العميل إلى حساب اكستشينج.

## وصلات خارجية
- موقع مايكروسوفوت آوتلوك
- بوابة مطوري مايكروسوفوت آوتلوك